# St. Pankratius (Sulzschneid)

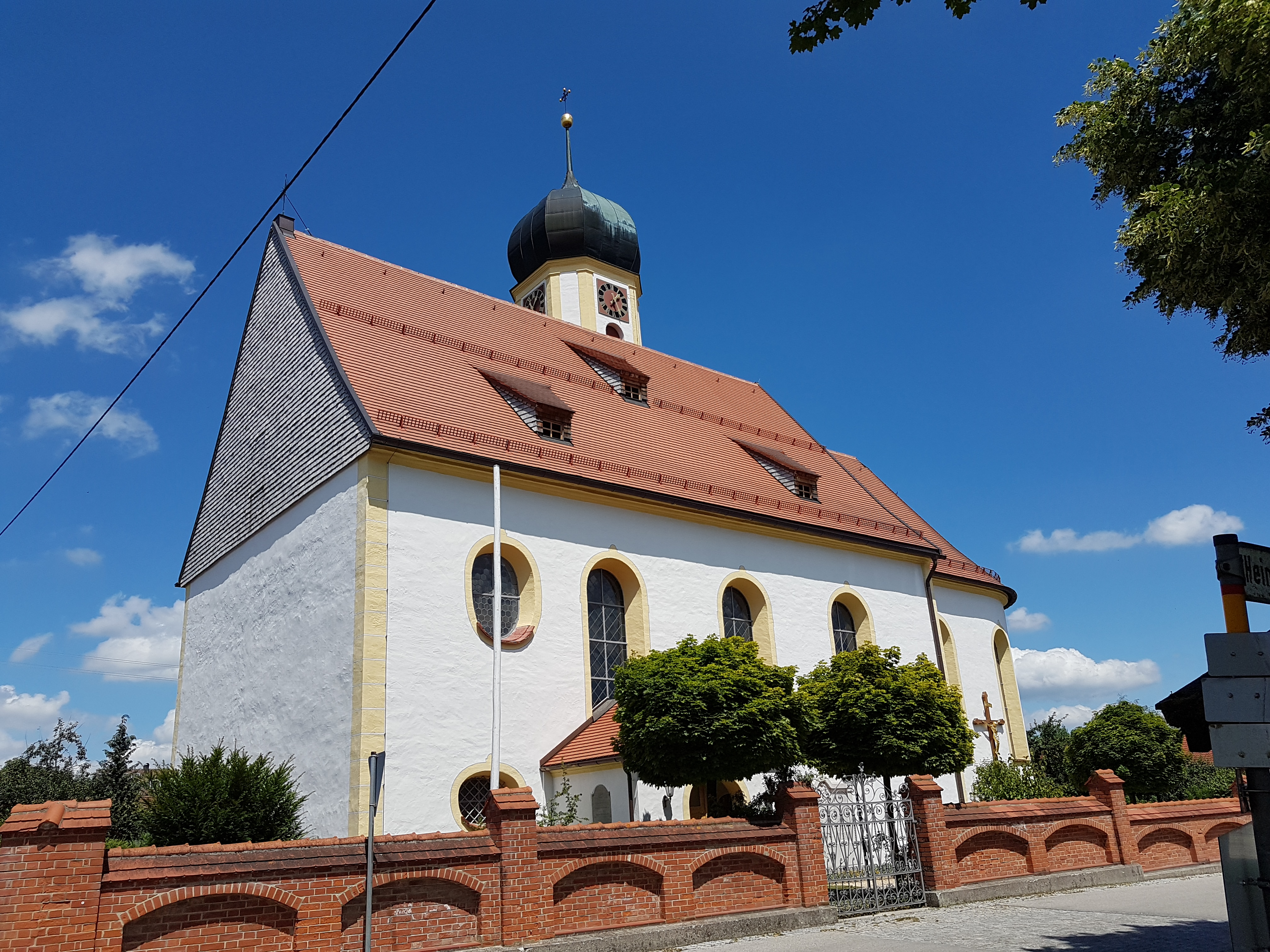
St. Pankratius in Sulzschneid

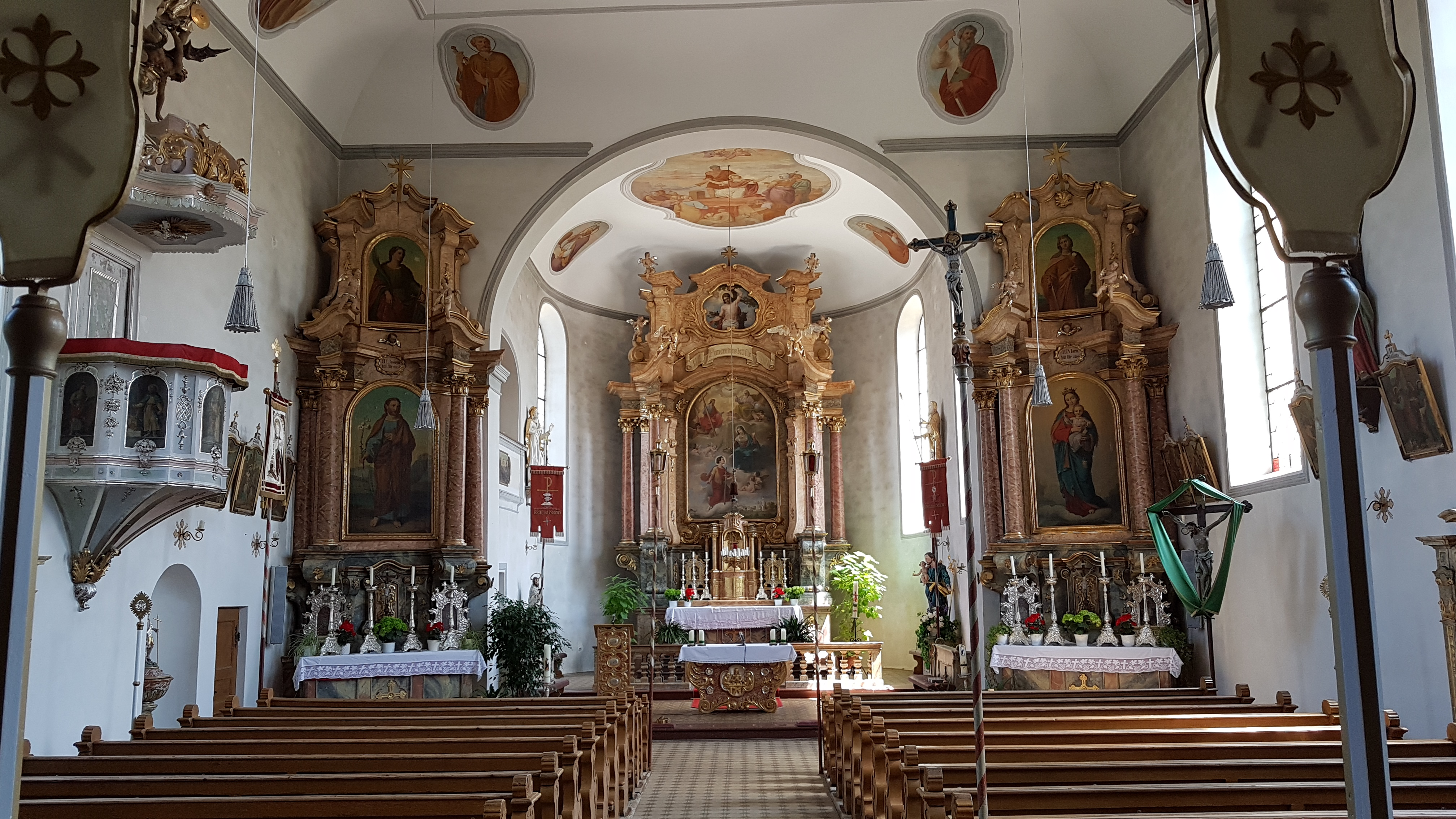
Innenraum

Die römisch-katholische Pfarrkirche St. Pankratius steht in Sulzschneid, einem Stadtteil von Marktoberdorf im schwäbischen Landkreis Ostallgäu von Bayern. Das Bauwerk ist in der Liste der Baudenkmäler in Marktoberdorf als Baudenkmal unter der Nr. D-7-77-151-69 eingetragen. Die Pfarrei gehört zum Dekanat Marktoberdorf des Bistums Augsburg.

## Beschreibung
Die Neubaupläne für die Saalkirche, die von Johann Georg Fischer stammten, wurden 1739/40 nur teilweise umgesetzt. Sie besteht aus einem Langhaus, einem eingezogenen, halbrund geschlossenen Chor im Osten, einer Sakristei an der Nordwand des Chors und einem westlich davon stehenden Kirchturm auf quadratischem Grundriss an der Nordwand des Langhauses, der mit einem achteckigen Geschoss, das den Glockenstuhl mit vier Kirchenglocken und die Turmuhr beherbergt, aufgestockt und mit einer Zwiebelhaube bedeckt wurde. Die Fresken hat Karl Keller 1864 nach Entwürfen von Franz Osterried errichtet. Die um 1740 errichteten Statuen des heiligen Joachim und der heiligen Anna werden Ignaz Hillenbrand zugeschrieben. Ein um 1740 entstandenes Vortragekreuz stammt von Anton Sturm. 

## Orgel

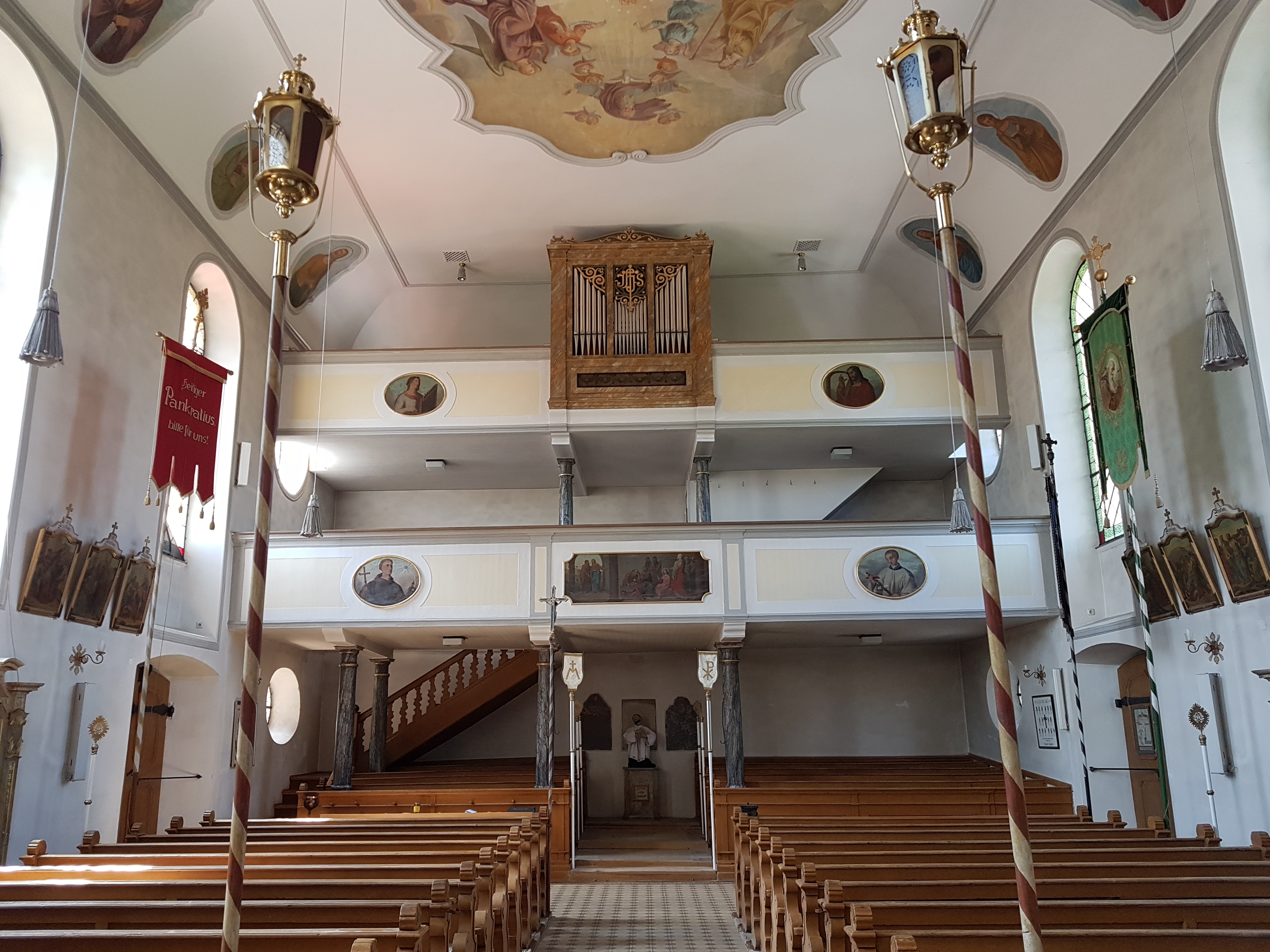
Orgel

Die Orgel mit acht Registern auf einem Manual und Pedal wurde 1876 von Balthasar Pröbstl als rein mechanische Brüstungsorgel mit Schleifladen gebaut. Die Disposition lautet:
| Manual C–f3    |    |
| Principalflöte | 8′ |
| Gedackt        | 8′ |
| Gamba          | 8′ |
| Dolce          | 8′ |
| Oktave         | 4′ |
| Fugara         | 4′ |
| Mixtur I–III   | 2′ |

| Pedal C–f |     |
| Subbaß    | 16′ |

- Koppeln: Pedal fest angekoppelt